# Bundesministerium für Wohnen, Kunst, Kultur, Medien und Sport

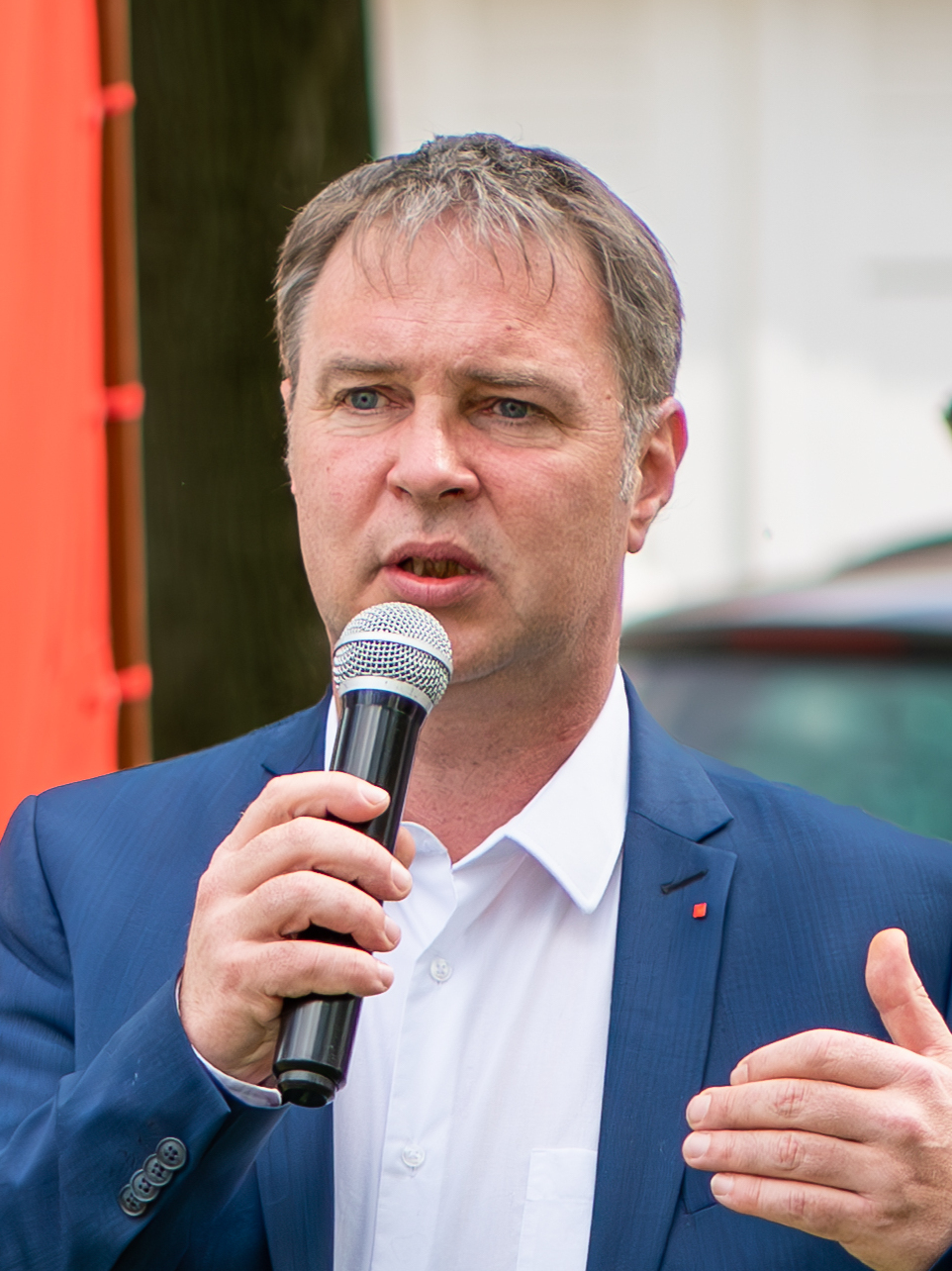
Andreas Babler, Bundesminister für Wohnen, Kunst, Kultur, Medien und Sport

Das Bundesministerium für Wohnen, Kunst, Kultur, Medien und Sport (kurz BMWKMS) ist ein Bundesministerium der Republik Österreich, das seit Jänner 2018 besteht, bis Jänner 2020 Bundesministerium für öffentlichen Dienst und Sport sowie bis März 2025 Bundesministerium für Kunst, Kultur, öffentlichen Dienst und Sport hieß, wobei in der Bundesregierung Faymann I die bis dato im Bundeskanzleramt angesiedelten Sportagenden dem Verteidigungsministerium angeschlossen worden waren.
Das Ministerium befindet sich in der Radetzkystraße (Wien) im 3. Wiener Gemeindebezirk.

## Zuständigkeiten
Laut Bundesministeriengesetz umfasst das Portefeuille folgende Angelegenheiten:
- Koordination in Angelegenheiten der nationalen und internationalen Wohnungspolitik.
- Baukoordination, soweit sie nicht in den Wirkungsbereich anderer Bundesministerien fällt
- Angelegenheiten der Kunst; Bundestheater
- Angelegenheiten der Filmförderung
- Angelegenheiten der Museen, soweit sie nicht in den Wirkungsbereich des Bundesministeriums für Inneres, des Bundesministeriums für Landesverteidigung oder des Bundesministeriums für Wirtschaft, Energie und Tourismus fallen; Angelegenheiten der Österreichischen Nationalbibliothek
- Angelegenheiten des Denkmalschutzes
- Angelegenheiten der Architektur und Baukultur, nationale und internationale Koordinierungsstellen.
- Angelegenheiten des öffentlichen Büchereiwesens und der Hofmusikkapelle.
- Angelegenheiten der kulturellen Stiftungen und Fonds.
- Angelegenheiten des Hörfunks und des Fernsehens; sonstige Medienangelegenheiten mit Ausnahme des gerichtlichen Medienrechts; Angelegenheiten der Digitalisierung im Medienbereich.
- Regulierung des Post- und Telekommunikationswesens.
  - fernmeldetechnische Angelegenheiten des Hörfunks und des Fernsehens
- Angelegenheiten der Wiener Zeitung GmbH
- Angelegenheiten des Sports
- Mitwirkung bei der Koordination in Angelegenheiten der Europäischen Union

## Struktur
Das Bundesministerium für Wohnen, Kunst, Kultur, Medien und Sport gliedert sich wie folgt:
- Vizekanzler und Bundesminister für Wohnen, Kunst, Kultur, Medien und Sport
  - Büro des Vizekanzlers
- Staatssekretärin
  - Büro der Staatssekretärin
- Generalsekretärin
  - Büro der Generalsekretärin
  - Kompetenzzentrum für Diversität, Antirassismus und Antidiskriminierung
  - Datenschutzbeauftragte:r
  - Compliance-Beauftragte:r
  - Disziplinaranwältin bzw. -anwalt gemäß § 103 BDG 1979
  - Interne Revision
- Sektion I: Präsidialangelegenheiten
  - Teamassistenz S I
  - Attaché an der Österreichischen Vertretung in Brüssel
  - Abteilung I/1: Personal- und Organisationsentwicklung
  - Abteilung I/3: Rechtskoordination, Personalentwicklung und Verwaltungsmanagement
  - Abteilung I/6: Öffentlichkeitsarbeit
    - Referat I/6/a: Website und Social Media

  - Abteilung I/9: Wohnpolitik
  - Abteilung I/10: Medienangelegenheiten
  - Bereichsleitung und stellvertretende Sektionsleitung I/A
    - Stabsstelle strategische Koordination
    - Abteilung I/A/2: Budget und Wirkungsorientierung
    - Abteilung I/A/4: EU- und internationale Koordination, Rechnungshof sowie Protokoll
    - Abteilung I/A/5: Ministerratsdienst und parlamentarische Angelegenheiten
    - Abteilung I/A/7: Controlling Förderungen
      - Referat I/A/7/a: Förderkontrolle UG 17
      - Referat I/A/7/b: Förderkontrolle UG 32

    - Abteilung I/A/8: Projektmanagement, Digitalisierung und Services
      - Referat I/A/8/a: Wirtschaftsstelle
      - Referat I/A/8/b: IT
- Sektion II: Sport
  - Stabsstelle Budgetangelegenheiten
  - Teamassistenz S II
  - Abteilung II/1: Sportstrategie, Sport und Gesellschaft, Sportbericht
  - Abteilung II/2: EU und internationale Sportangelegenheiten
  - Abteilung II/3: Rechtsangelegenheiten, Beteiligungsmanagement und Service
  - Abteilung II/4: Nachwuchs-, Leistungs- und Spitzensport, Sportwissenschaft und Sporttechnologie
    - Referat II/4/a: Sportwissenschaft und Sporttechnologie

  - Abteilung II/5: Gesundheits-, Schul- und Breitensport
- Sektion III: Telekom und Post
  - Abteilung III/1: Allgemeine Angelegenheiten – Telekom und Post
  - Abteilung III/2: Recht – Telekom
  - Abteilung III/3: Technik – Telekom und Post
  - Abteilung III/4: Telekompolitik und IKT-Infrastruktur
- Sektion IV: Kunst und Kultur
  - Teamassistenz S IV
  - Stabsstelle Kunst- und Kulturstrategie sowie Sonder- und interdisziplinäre Projekte
  - Stabsstelle Budget
  - Abteilung IV/1: Auszeichnungsangelegenheiten, Sonderprojekte, Veranstaltungsmanagement, Digitalisierung, Medienangelegenheiten, Protokoll
  - Gruppe IV/A: Förderwesen und Internationales
    - Stabsstelle Creative Europe Desk Austria
    - Abteilung IV/A/2: Musik und darstellende Kunst
    - Abteilung IV/A/3: Film
    - Abteilung IV/A/5: Literatur und Verlagswesen, Büchereien
    - Abteilung IV/A/6: Bildende Kunst, Design, Mode, Foto, Medienkunst
    - Abteilung IV/A/7: Kulturinitiativen, Museen, Volkskultur
    - Abteilung IV/A/10: Europäische und internationale Kulturpolitik
      - Referat IV/A/10/b: Internationale Angelegenheiten

  - Gruppe IV/B: Beteiligungsmanagement und Steuerung
    - Stabsstelle Kunstrückgabe/Gedenkkultur
    - Abteilung IV/B/4: Architektur, Baukultur, Denkmalschutz und UNESCO-Welterbe
      - Referat IV/B/4/a: UNESCO

    - Abteilung IV/B/8: Beteiligungsmanagement Bundestheater
    - Abteilung IV/B/9: Beteiligungsmanagement Bundesmuseen und sonstige Rechtsträger
    - Abteilung IV/B/11: Rechtsangelegenheiten und Service

## Bundesminister

### Bundesminister für öffentlichen Dienst und Sport
- Heinz-Christian Strache (FPÖ), 8. Jänner 2018 bis 22. Mai 2019
- Juliane Bogner-Strauß (ÖVP), von 22. Mai bis 3. Juni 2019 vorübergehend mit der Leitung betraut
- Eduard Müller (parteilos), 3. Juni 2019 bis 7. Jänner 2020
- Werner Kogler (Grüne), 7. Jänner 2020 bis 28. Jänner 2020

### Bundesminister für Kunst, Kultur, öffentlichen Dienst und Sport
- Werner Kogler (Grüne), 29. Jänner 2020 bis 3. März 2025
- Andreas Babler (SPÖ), 3. März 2025 bis 31. März 2025

### Bundesminister für Wohnen, Kunst, Kultur, Medien und Sport
- Andreas Babler (SPÖ), ab 1. April 2025

## Geschäftsbereiche
Das Bundesministerium für Wohnen, Kunst, Kultur, Medien und Sport hat die folgenden nachgeordneten Dienststellen:
- Bundesdenkmalamt
- Hofmusikkapelle
- Kommunikationsbehörde Austria

Folgende ausgegliederte Einrichtungen sind dem Ressortbereich zuzuordnen:
- Austria-Film und Video GmbH
- Bundesmuseen
- Bundes-Sport GmbH
- Bundestheater
- MuseumsQuartier Errichtungs- und Betriebsgesellschaft mbH (75 % BMWKMS, 25 % Stadt Wien)
- Nationale Anti-Doping Agentur Austria GmbH
- Österreichisches Filminstitut
- Rundfunk- und Telekom Regulierungs-GmbH
- Wiener Zeitung GmbH

## Kritik
„Der jüngste Bericht des Rechnungshofs über das System der Bundessportförderung liest sich wie eine Kopie aus 2019: Die Förderung sei zu stark am Erhalt bestehender Verbandsstrukturen orientiert. Es gebe weiter keine klare Trennung zwischen Fördergebern und -nehmern bzw. -nehmerinnen.“ Es bestünden weiterhin Zweifel an der „Treffsicherheit“ der Förderungen.